# فی کویل
فی کویل (انگلیسی: Fay Coyle; ۱ آوریل ۱۹۳۳ – ۳۰ مارس ۲۰۰۷) بازیکن فوتبال اهل ایرلند شمالی بود.
از باشگاه‌هایی که در آن بازی کرده‌است می‌توان به باشگاه فوتبال ناتینگهام فارست و باشگاه فوتبال دری سیتی اشاره کرد.
وی همچنین در تیم ملی فوتبال ایرلند شمالی بازی کرده‌است.